# Гізельберт (герцог Лотарингії)
Гізельберт (нім. Giselbert; бл. 890 — 2 жовтня 939) — герцог Лотарингії в 928—939 роках. Відомий також як Гізельберт II.

## Життєпис
Син Регінара, фактичного володаря Лотарингії. Народився близько 890 року. У 910-х роках брав участь у кампаніях батька в Східнофранкському королівстві. 
Після смерті Регінара у 915 або 916 році успадкував усі родинні володіння, але права на Лотарингію втратив. Король Карл III з метою послабити вплив місцевої знаті призначив замість маркграфа або герцога пфальцграфа, яким став Вігеріх.
Втім Гізельберт бажав отримати батьківську владу, тому 918 року повстав проти Карла III, короля Західнофранкського королівства. Гізельберт використав статки, що мав як світський абат монастиря Ставло в Мальмеді, привернувши на свій бік лотаринзьку знать. Також звернувся до допомогу до Східнофранкського короля Генріха I. Спочатку вдалося зайняти більшу частину Лотарингії, внаслідок чого Гізельберт прийняв титул принцепс (князь або володар), який визнав Генріх I. Втім невдовзі Карл III завдав поразки Гізельберту, який вимушений був тікати до двору Генріха I.
У 921 року Гізельберт замирився з Карлом III, повернувшись до Лотарингії. Але вже у 922 році долучився до змови проти короля, внаслідок чого Карла III було повалено, й новим королем обрано Роберта Нейстрійського. Втім у 923 році виступив проти спадкоємця останнього — Рауля I. Гізельберт знову звернувся до Генріха I Птахолова, який до 925 року захопив Лотарингію. Втім він передав її Ебергарду, герцогу Франконії. Лише у 928 році після шлюбу Гізельберта з донькою Східнофранкського короля він став новим герцогом Лотаринзьким.
Зберігав вірність Генріху I протягом усього його правління. Головним завданням було захист західних кордонів від Західнофранкського королівства. Втім через особистий конфлікт у 939 році приєднався до заколоту баварського герцога Генріха I проти імператора Священної Римської імперії Оттона I. Проте у вирішальній битві біля Андернаху разом з Ебергардом Франконським зазнав нищівної поразки. Під час втечі Гізельберт потонув в Рейні.

## Родина
Дружина — Герберга, донька Генріха I, короля Східнофранкського королівства.
Діти:
- Генріх (д/н—942)
- Альберада (д/н—після 947), дружина Рено, графа де Русі
- Гедвіга
- Герберга (935—978), дружина Адальберта I, графа де Вермандуа